# Alpina kusdasi
Alpina kusdasi là một loài bướm đêm trong họ Geometridae.